# Once Upon a Time in Hong Kong
Ne doit pas être confondu avec Once Upon a Time in Hong Kong (film, 2021).
Pour plus de détails, voir Fiche technique et Distribution.
Once Upon a Time in Hong Kong (金手指) est un thriller policier hongkongais écrit et réalisé par Felix Chong et sorti en 2023.
Le film se déroule dans les années 1980 et s'inspire de l'histoire de Carrian Group (en), un conglomérat hongkongais qui a connu une croissance rapide avant de s'effondrer en peu de temps à la suite d'un scandale de corruption.
Doté d'un budget de 350 millions HK$, la production du film commence en mars 2021,.

## Synopsis
Lorsqu'un krach boursier provoque l'effondrement soudain d'une entreprise de plusieurs milliards de dollars, un inspecteur de la commission indépendante contre la corruption (Andy Lau) découvre une conspiration criminelle impliquant le fondateur de l'entreprise, Ching Yat-yin (Tony Leung), et s'investit dans une longue enquête.

## Fiche technique
- Titre original : 金手指
- Titre international : Once Upon a Time in Hong Kong
- Titre anglophone alternatif : The Goldfinger
- Réalisation et scénario : Felix Chong
- Production : Ronald Wong
- Société de production et de distribution : Emperor Motion Pictures (en)
- Pays de production :  Hong Kong
- Langue originale : cantonais
- Format : couleur
- Genre : thriller, policier
- Date de sortie :
  - Hong Kong : 30 décembre 2023

## Distribution
- Andy Lau : un inspecteur de la commission indépendante contre la corruption.
- Tony Leung Chiu-wai : Ching Yat-yin
- Simon Yam
- Charlene Choi
- Alex Fong (en)
- Philip Keung
- Chin Ka-lok
- Carlos Chan
- Catherine Chau (en)

## Production
La production de Once Upon a Time in Hong Kong commence en février 2021. Le 20 février 2021 a lieu une conférence de presse de début de production au Emperor Cinema situé dans iSQUARE à Tsim Sha Tsui en présence d'Albert Yeung, le président de Emperor Motion Pictures (en), du producteur Ronald Wong, du scénariste et réalisateur Felix Chong, ainsi que des acteurs Andy Lau, Tony Leung, Simon Yam, Charlene Choi, Alex Fong (en), Philip Keung, Chin Ka-lok (qui est également directeur des scènes d'action), Carlos Chan et Catherine Chau (en). Selon Yeung, le film est doté d'un budget de 350 millions HK$, un record pour une production de Hong Kong et il prévoit que le film battra des records au box-office en devenant le plus gros succès pour un film hongkongais,. Lors de l'événement, Lau révèle qu'il avait d'abord reçu le scénario du producteur Wong et pensait après l'avoir lu que Leung serait le meilleur choix pour jouer son adversaire à l'écran. D'autre part, Leung révèle que son rôle et celui de Lau sont inversés par rapport à leur précédente collaboration dans la série des Infernal Affairs (en),.

## Distinctions
- Hong Kong Film Awards 2024[6]
  - Meilleur acteur pour Tony Leung Chiu-wai
  - Meilleure photographie pour Anthony Pun
  - Meilleurs décors pour Eric Lam
  - Meilleurs costumes et maquillages pour Man Lim Chung
  - Meilleur son pour Nopawat Likitwong
  - Meilleurs effets visuels pour Lik Wong et Benson Poon